# أبوسوم نحيل برازيلي
أبوسوم نحيل برازيلي (الاسم العلمي:Gracilinanus microtarsus)، هو نوع من الأبوسوم يتواجد في البرازيل.